# الصبار (رواية)
الصبار هي رواية فلسطينية للكاتبة سحر خليفة، نشرتها شركة جاليليو المحدودة باللغة العربية لأول مرة عام 1976. ترجم الرواية إلى اللغة الإنجليزية دار انتر لينك الدولية لنشر الكتب (بالانجليزية:Interlink International Books) عام 1985. تصور الرواية حياة الفلسطينيين في مدينة نابلس عام 1972 في ظل الاحتلال الإسرائيلي، من خلال متابعة أولاد عمومتهم، وتجاربهم الحياتية المختلفة بشكل جذري تحت وطأة الاحتلال. يشير العنوان إلى وجود طعم حلو وسط شيء يبدو قاسٍ وخطير.
تنطلق رواية " الصبار" من واقع مرير يعيشه شعب بأكمله شانها في ذلك شأن سائر الروايات التي ترتبط بموضوع القضية الفلسطينية. وتسلط الكاتبة الضوء على قضية النضال الفلسطيني في الداخل والخارج ، وتركز على اختلاف الرؤى والمنظورات بهذا الشأن. وبطرحها العميق لهذه المشكلة ، احتلت سحر خليفة مكانة متميزة الى جانب الأصوات الروائية البارزة وقتها أمثال "غسان كنفاني" وإميل حبيبي وغيرهما. وبذلك سجلت اسمها ضمن ادباء المقاومة او بالأحرى أدباء الأرض المحتلة.

## ملخص
تبدأ الرواية برحلة عودة أسامة إلى نابلس من دول الخليج عبرجسر الملك حسين، حيث يتم استجوابه هناك عدة مرات على يد قوات الدفاع الإسرائيلية. نعلم من خلال الأحداث أنه أصبح عضوًا في حركة المقاومة عنما كان خارج فلسطين، وعاد لإكمال مهمة تفجير حافلات إيجد التي تنقل العمال الفلسطينيين من الضفة الغربية إلى إسرائيل. ويلتقي فور وصوله إلى نابلس مع ابن عمه عادل، الذي يعتقد أنه يقبل الاحتلال الإسرائيلي للضفة الغربية. علم أسامة لاحقًا أن عادل تخلى عن المزرعة المملوكة لعائلته ليعمل في مصانع إسرائيلية لإعالة أسرته التي تكافح اقتصاديًا ويغضب منه لأنه يعتقد أن أولئك الذين يعملون في إسرائيل يخونون هويتهم كفلسطينيين، ويخشى من احتمالية أن يكون عادل أحد الفلسطينيين في الباصات التي يجب أن يفجرها. ومن هنا تأتي المناقشات والجدالات المستمرة بين الطرفين حول تطبيع الاحتلال ورومانسية النضال حيث يحاول أسامة إقناع عادل بأنه يجب أن ينضم إلى المقاومة وحيث يحاول عادل جعل أسامة يفهم حقيقة مسؤولية دعم وعطاء الفرد لأسرته، وتوفير الطعام لهم، ومدى صعوبة القيام بذلك في الضفة الغربية.
يخوض باسل شقيق عادل الطالب في سنته الأخيرة في المدرسة الثانوية مناقشات سياسية مع أصدقائه في هذه الأثناء. سمع أسامة وشارك في بعض هذه المناقشات وبدأ يأمل في أن يجلب هذا الجيل الشاب الحرية لفلسطين. لكن جنود الجيش الإسرائيلي اعتقلوا باسل بعد أيام قليلة بسبب ترديده شعارات سياسية رداً على هدم إسرائيل لمنزل عائلي في نابلس. ويتلقى باسل أثناء احتجازه تثقيفًا سياسيًا من سجناء آخرين، ويخطط للانضمام إلى المقاومة بمجرد إطلاق سراحه.
يخفي باسل الأسلحة التي يخطط أسامة لاستخدامها في مهمته في قبو سري في ملكية العائلة. وعندما ينفذ أسامة مهمته، يفتح النار على جنود إسرائيليين وينضم إليه الفلسطينيون الآخرون في الحافلة، ولا ينجُ أسامة ولا من انضموا إليه من الهجوم. ولم يكن عادل في تلك الحافلة، لأنه أمضى اليوم في مساعدة صديقه أبو صابر في العثور على محام.
علم الجنود الإسرائيليون أن باسل كان يؤوي الأسلحة المستخدمة في الهجوم، وتنتهي الرواية بهدم جنود الجيش الإسرائيلي منزل أجداده.

## الشخصيات
- أسامة هو ابن عم عادل الذي يعود إلى فلسطين بعد سنوات من التدريب ليكون مناضل المقاومة في الخليج. يشعر بخيبة أمل من تطبيع الاحتلال الإسرائيلي لفلسطين.[6]
- عادل الكرمي هو ابن عم أسامة الذي هجر مزرعة العائلة ليعمل في المصانع الإسرائيلية بسبب العبء الثقيل لكونه معيل أسرته الكبيرة. يلجأ إليه العمال الفلسطينيون الآخرون الذين يعملون في إسرائيل للحصول على المساعدة والمشورة لأنه ذو خصائص قيادية.
- باسل الكرمي هو الأخ الأصغر لعادل الذي سجنه جنود الجيش الإسرائيلي بينما كان في السنة الأخيرة من المدرسة الثانوية والذي انضم إلى حركة المقاومة عند إطلاق سراحه.
- زهدي هو صديق عادل ويعمل أيضًا في المستوطنات الإسرائيلية لإعالة أسرته.
- نوار الكرمي هي شقيقة عادل وباسل التي تتلقى تعليمها في التربية في جامعة النجاح حتى تتمكن من إعالة أسرتها والمساعدة في تثقيف شعبها.
- أبو عادل الكرمي هو والد عادل ويعاني من مشاكل صحية ويعتمد على الغسيل الكلوي باهظ الثمن للعيش، ويقضي الكثير من الوقت في التحدث مع الصحفيين الدوليين حول دولة فلسطين.
- أبو صابر صديق عادل الذي فقد أصابعه أثناء عمله في مصنع إسرائيلي. ولأنه ليس لديه تصريح عمل، يرفض صاحب المصنع تعويضه عن خسارته. يحثه عادل على رفع هذه القضية إلى المحكمة ويساعده في هذه العملية.
- الحاج عبد الله والد هاني صديق باسل وصاحب سوبر ماركت في نابلس.
- صالح الصفدي معتقل سياسي ينظم مدرسة شعبية في السجن ويعشق نوار الكرمي.
- لينا الصفدي هي صديقة نوار وشقيقة صالح التي اعتقلت في نهاية الرواية ويعتقد أن القوات الإسرائيلية علمت بإيواء باسل للسلاح من خلالها.

## طابع الرواية
تركز رواية الصبار على قضايا التفاوت الطبقي بين الطبقة البورجوازية والعاملة من الفلسطينيين في الضفة الغربية تحت وطأة الاحتلال. يواجه العديد من الشخصيات معضلات في جميع أنحاء الرواية المعقدة بسبب وضعهم الاقتصادي وكذلك الاحتلال الإسرائيلي الذي يعيشون في ظله. عندما عاد أسامة إلى نابلس في مهمة لتفجير حافلة نقل العمال الفلسطينيين، فإنه يواجه معضلة تعطيل الحياة الطبيعية للاحتلال الإسرائيلي على حساب الطبقة العاملة الفلسطينية بما في ذلك عادل ابن عمه. ويواجه عادل بالمثل معضلة حيث يتعين عليه العمل في إسرائيل، والمشاركة في الاقتصاد الإسرائيلي لإعالة أسرته. تؤدي معضلات الاثنين إلى نتائج متعارضة، إذ يُعدّأأسامة من الشخصيات العنيفة بينما عادل من الشخصيات السلبية، ولا يوجد قاسم مشترك بينهما. ستكون الشخصية المثالية مزيجًا من الاثنين، لكن توضح الكاتبة كيفية استحالة ذلك، إذ يُنتج الاحتلال التطرف بين الناس فقط. تبين الرواية أن الطبقة الاجتماعية عامل حاسم في كيفية تطرف الشخصية.
تعترف الكاتبة أيضًا بالإحباط الذي يشعر به الفلسطينيون حتى في التحدث عن آرائهم. تظهر شخصية والد عادل وهو رجل كبير في السن طريح الفراش كان ينتمي في السابق إلى طبقة ملاك الأرض، وهو الآن يستقبل الصحفيين الدوليين للتحدث عن مظالم الاحتلال، ويقول للصحفيين إن العمال الفلسطينيين ليس لديهم خيار آخر غير العمل في إسرائيل، لكنه يشعر بالخزي من قيام ابنه عادل بذلك. كما يدعم الكفاح المسلح لكنه يوبخ ابنه الأصغر باسل لمشاركته في المقاومة. يمثل أبو عادل الجيل الأكبر سنًا من الطبقات العليا في المجتمع الفلسطيني الذين يدعون أنهم أفضل من يرعون مصالح الفلسطينيين ولكنهم يثبتون أنهم قيادة غير فعالة. عندما يُسجن زهدي، يلتقي عادل آخر يعرف النظريات الاقتصادية جيدًا، بل ينشيء حكومة اشتراكية داخل السجن. وعلى الرغم من تلقيه تعليمه على النظريات التي تتناول رفاهية المجتمع، إلا أنه يوصف بأنه بلا قلب ومنفصل عن الناس. تقول سحر خليفة في مقابلة "بدأت أقرأ عن أيديولوجية البروليتاريا - الماركسية. لقد اكتشفت أن هذا هو الحل للمرض الذي يغطي العالم العربي - التقسيم الطبقي الذي يجعله غير متوازن ومرتبك للغاية وتتضارب مصالحه بشكل كبير". لا تعارض سحر خليفة النظريات الاقتصادية اليسارية ولكنها تنتقد فصل النظريات عن الحياة اليومية للفلسطينيين تحت وطأة الاحتلال.

## النقد
وانتقد يحيى يخلف الرواية لتصويرها دور المقاومة المسلحة ومناضلي الحرية بشكل سلبي. ويشاركه الرأي إميل حبيبي الذي قال في مقابلة بينه وبين سحر خليفة إن الرواية تلقي باللوم على الضحية وتحسين صورة المحتلين لأنه يعتقد أنها لا تؤكد على ظروف العمل المروعة للفلسطينيين في إسرائيل. كما ينتقدها لإبقاء مواقفها الشخصية غامضة. و تدافع خليفة عن روايتها بالقول إن ظروف العمل السيئة والتفاوت الطبقي في الضفة الغربية هو الواقع الذي يجبر الفلسطينيين من الطبقة الدنيا على البحث عن عمل في مكان آخر في المقام الأول، وتعتقد أنه يجب مواجهة هذه القضية والتعامل معها بجدية من أجل أن يكون التغيير ممكنًا.
تلقّت الرواية مراجعات إيجابية، فأشادت فاديا فقير التي تكتب في ثير وورلد كوارتيرلي Third World Quarterly (مجلة العالم الثالث الفصلية) بالرواية لتصويرها الواقعي للحياة في الضفة الغربية مما يثير المشاعر لدى القارئ. تعتقد فاديا فقير أن سحر خليفة تحقق ذلك من خلال إدراج تفاصيل وأحداث مثل هدم إسرائيل لمنازل الفلسطينيين ورد فعل المجتمع عليها. أشاد بشير أبو منه أيضًا في مقال نشرته مجلة مودرن لانجويج (بالانجليزية:Modern Language) الفصلية بسحر خليفة لانتقادها سياسات النضال الفلسطيني، وجادل بأن روايتها تهدف إلى التحرر من خلال التضامن مع الطبقة العاملة واظهار الحقيقة الحقيقة.